# Franziska von Rom

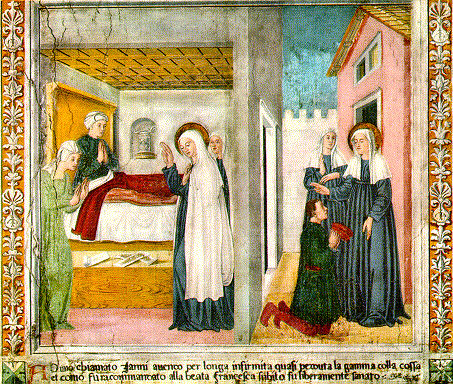
Bilder aus dem Leben der hl. Franziska

Die heilige Franziska von Rom, (italienisch) auch Francesca Romana (bürgerlich Francesca Ponziani, geborene Francesca Bussa de’ Buxis de’ Leoni; * 1384 in Rom; † 9. März 1440 ebenda), war eine christliche Ordensgründerin und Mystikerin.

## Leben
Sie lebte zeitlebens in einem Palast in der Nähe von Trastevere. Schon als Kind zog es Franziska zum Ordensleben. Als Gegenmittel verordnete ihr der Vater, Mitglied der Adelsfamilie Bussa de’ (Buxis de’) Leoni, mit elf Jahren die Ehe. Sie wurde 1395 mit Lorenzo de Ponziani, dem Befehlshaber der päpstlichen Truppen von Rom, verheiratet. 40 Jahre lang war sie Ehefrau und Mutter von sechs Kindern. Die römische Kirche befand sich damals in einem verwahrlosten Zustand. Es war die Zeit des Abendländischen Schismas mit zwei, teilweise drei Päpsten. Rom war teilweise zerstört, Wölfe zogen durch die Stadt, Schafe weideten im Petersdom, die Pest suchte ihre Opfer. Franziska selbst verlor zwei ihrer Kinder durch die Pestepidemie.
Franziskas Sehnsucht galt aber dem Leben im Kloster. Zunächst machte sie aus einem Teil ihres Palastes ein Krankenhaus und kümmerte sich um die Pestkranken (1417–1418). 1436 starb ihr Mann; sie wurde Nonne und alsbald Oberin der am 15. August 1425 von ihr in Santa Maria Nuova gegründeten Compagnia delle Oblate del Monastero Olivetano di S. Maria Nuova, eines Ordens karitativ tätiger adliger Frauen nach der Regel des heiligen Benedikt. Der Orden wurde 1433 von Papst Eugen IV. bestätigt. Im selben Jahr erwarb sie den Gebäudekomplex Tor de’ Specchi unterhalb des Kapitols, wo der Orden bis heute seinen Sitz hat.
Franziska wurde in der Kirche Santa Maria Nuova, nach mehreren Exhumierungen (1638, 1869), in einem Glassarg bestattet. Diese Kirche wurde später nach ihr in Santa Francesca Romana umbenannt. 1608 wurde sie von Paul V. heiliggesprochen.
Wie andere heiliggesprochene Ehefrauen habe Franziska mit Selbstverletzungen ihre Wollust bekämpft, da zu ihrer Zeit bereits die Freude am Sex der Kirche als Sünde galt. Antonio Caldara komponierte das ihr gewidmete Oratorium Il trionfo della castità ovvero Oratorio per S. Francesca Romana („Der Triumph der Keuschheit oder das Oratorium für die hl. Franziska von Rom“), das 1710 in Rom uraufgeführt wurde.

## Gedenktag
9. März (nicht gebotener Gedenktag)

## Schutzpatronin

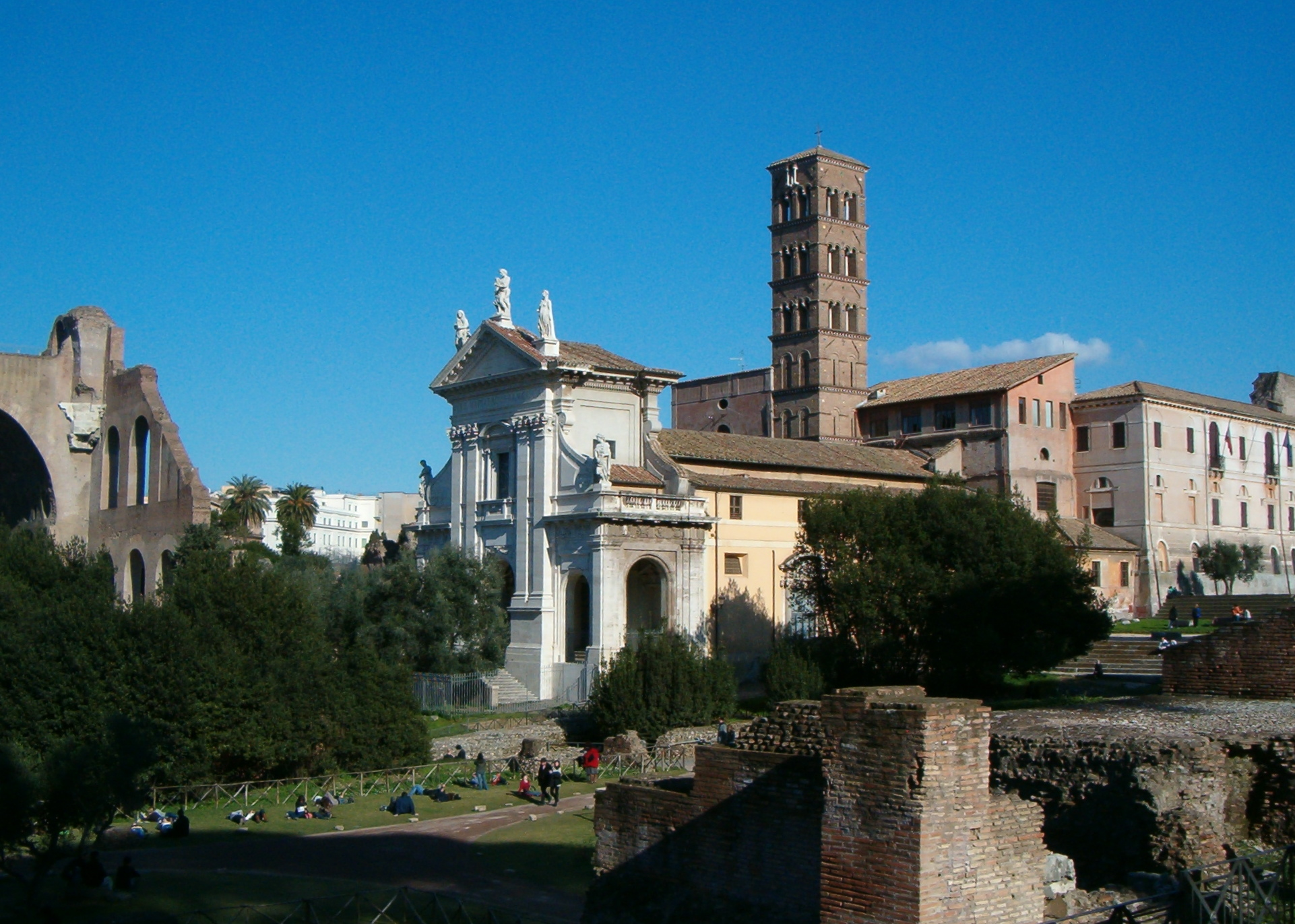
Patronatskirche Santa Francesca Romana

Sie ist Schutzpatronin von Rom, der Frauen und der Autofahrer.

## Bauernregel
- Franziska sich Sonne einstellt/soll der Bauer bald auf sein Feld.
- Schneit es an diesem Tag, so schneit es noch vierzigmal.